# 루 월리스

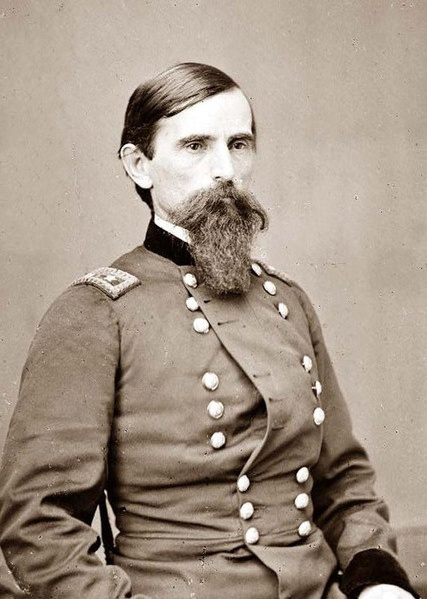
루 월리스

루 월리스(영어: Lewis Wallace, 1827년 4월 10일 ~ 1905년 2월 15일)는 미국의 변호사, 주지사, 남북 전쟁 때의 북군 장군, 정치인, 저술가이며, 역사 소설 《벤허》를 쓴 것으로 가장 잘 알려져 있다.